# Näsinneula
Näsinneula [ˈnæsinˌneu̯lɑ] ist der am 1. Mai 1971 fertiggestellte 168 Meter hohe Fernsehturm im finnischen Tampere. Er gehört zum Vergnügungspark Särkänniemi und ist der höchste Sende- und Aussichtsturm Nordeuropas. Im Gegensatz zum Särkänniemi-Park ist der Turm ganzjährig geöffnet. Seit 2020 strahlt der Näsinneula mehrere digitale Radiosender aus. Der Näsinneula gilt als das Wahrzeichen von Tampere.

## Geschichte

### Vorgeschichte
Die Idee für den Näsinneula geht auf den damaligen Bürgermeister von Tampere Erkki Lindfors (1913–1969) zurück. Die Idee soll Lindfors bei einem Besuch zusammen mit seiner Frau des Puijo-Turm in Kuopio gekommen sein. Neben dem Särkänniemi gab es noch die Alternativen, den Turm in den Stadtteilen Ratina oder Pispala zu errichten. Schließlich entschied man sich für den Standort Särkänniemi unweit des Näsijärvi. Der Name Näsinneula leitet sich vom See Näsi und dem finnischen Wort für Nadel neula her. Vorbild, den Turm als Nadel zu bezeichnen, war die Space Needle (deutsch: Weltraumnadel) im US-amerikanischen Seattle.

### Bauarbeiten
Der Näsinneula wurde von 1970 bis 1971 erbaut. Sein Design geht auf den Architekten Pekka Ilveskoski zurück. Mit dem Bau in Gleitbauweise wurde am 8. Juni 1970 begonnen und nach nur 33 Tagen konnten die Arbeiten am Turmschaft beendet werden. Bereits vor Fertigstellung erhielt das Bauwerk 1970 die Auszeichnung „Betonbauwerk des Jahres“ (finnisch: Vuoden betonirakenne). Der Turm war gleichzeitig das erste Bauwerk mit diesem damals neu geschaffenen finnischen Ingenieurbaupreises. Die Aufzugschächte wurden am 15. Oktober 1970 fertiggestellt. Zeitgleich begann man mit den Arbeiten zur Installation der Aufzüge. Die Arbeiten dauerten etwa sechs Monate. Ein Streik der Finnischen Metallgewerkschaft, der am 8. Februar 1971 begann, drohte den Zeitplan zu verzögern. Es kam zwar zu Verzögerungen, allerdings konnte nach Verhandlungen die Arbeit fortgesetzt werden, so dass die Expressaufzüge planmäßig Ende April 1971 fertiggestellt werden konnten.
Am 1. Mai 1971 wurde der Turm der Öffentlichkeit zugänglich gemacht.

### Seit der Eröffnung
In den Jahren 1996 bis 1997 wurden die Aufzüge, welche die Schweizerische Wagons- und Aufzügefabrik AG Schlieren-Zürich im Jahre 1971 lieferte, durch schnellere der Firma Otis ersetzt.
Am Näsinneula fanden in unregelmäßigen Abständen Treppenlaufwettbewerbe statt. Den Rekord für den 700 Stufen umfassenden Aufstieg stellte der Finne Jari Koistinen 1989 mit 3 Minuten 4 Sekunden auf.

## Beschreibung

### Lage

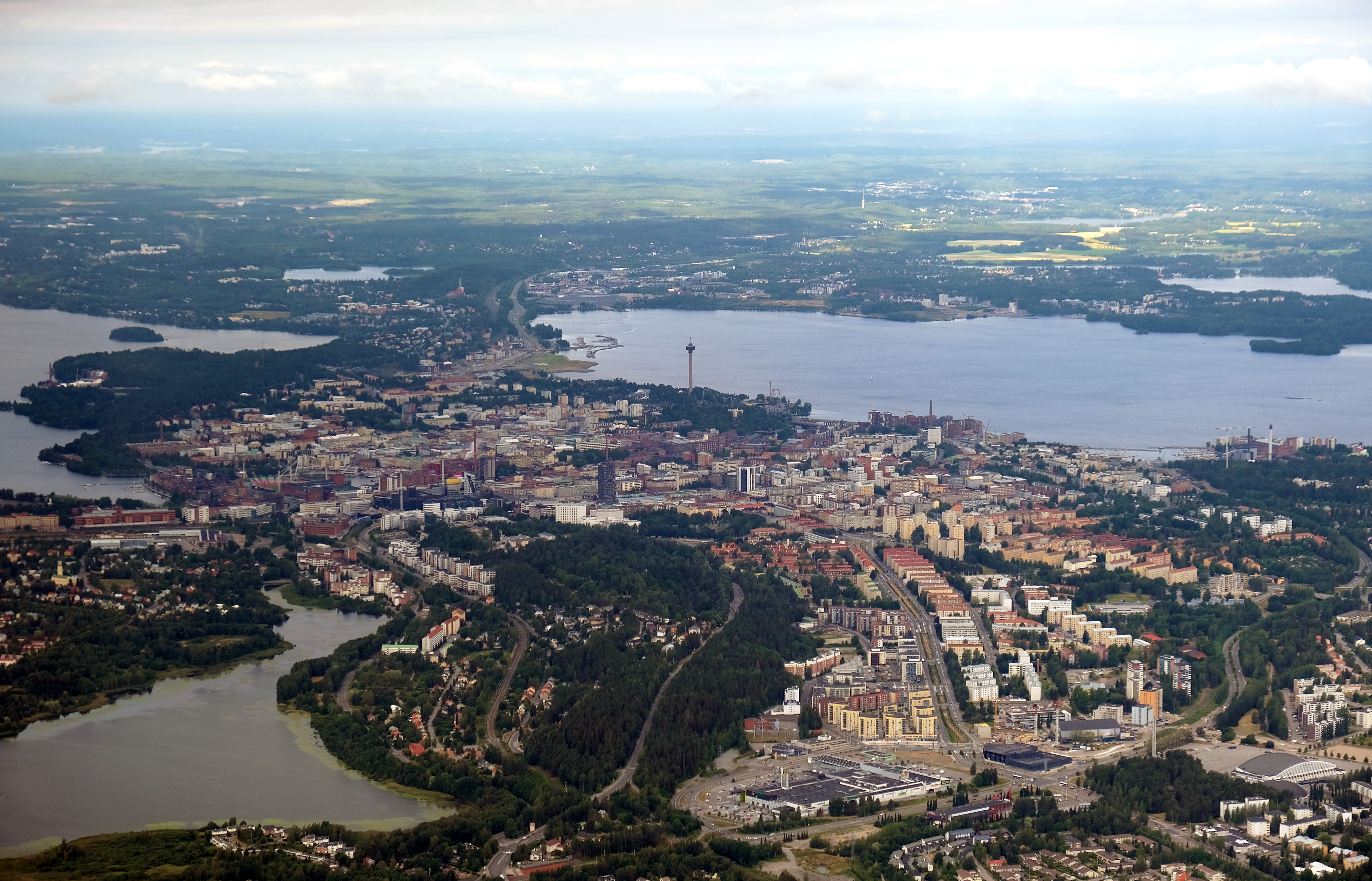
Blick auf Tampere mit dem Näsinneula in der Bildmitte

Der Näsinneula befindet sich zentral auf dem Gelände des Vergnügungsparks Särkänniemi unweit des Haupteingangs im Süden. In unmittelbarer Nachbarschaft befindet sich in der den Turm umgebenden Fußumbauung das Planetarium, das von außen über die aufgesetzte Kuppel sichtbar ist. Der Park befindet sich nordwestlich des Stadtzentrums von Tampere am Ufer des Näsijärvi. Durch die flache Umgebung ist von der Aussichtsplattform des Turms eine Fernsicht bis 20 Kilometern möglich.

### Bauwerk

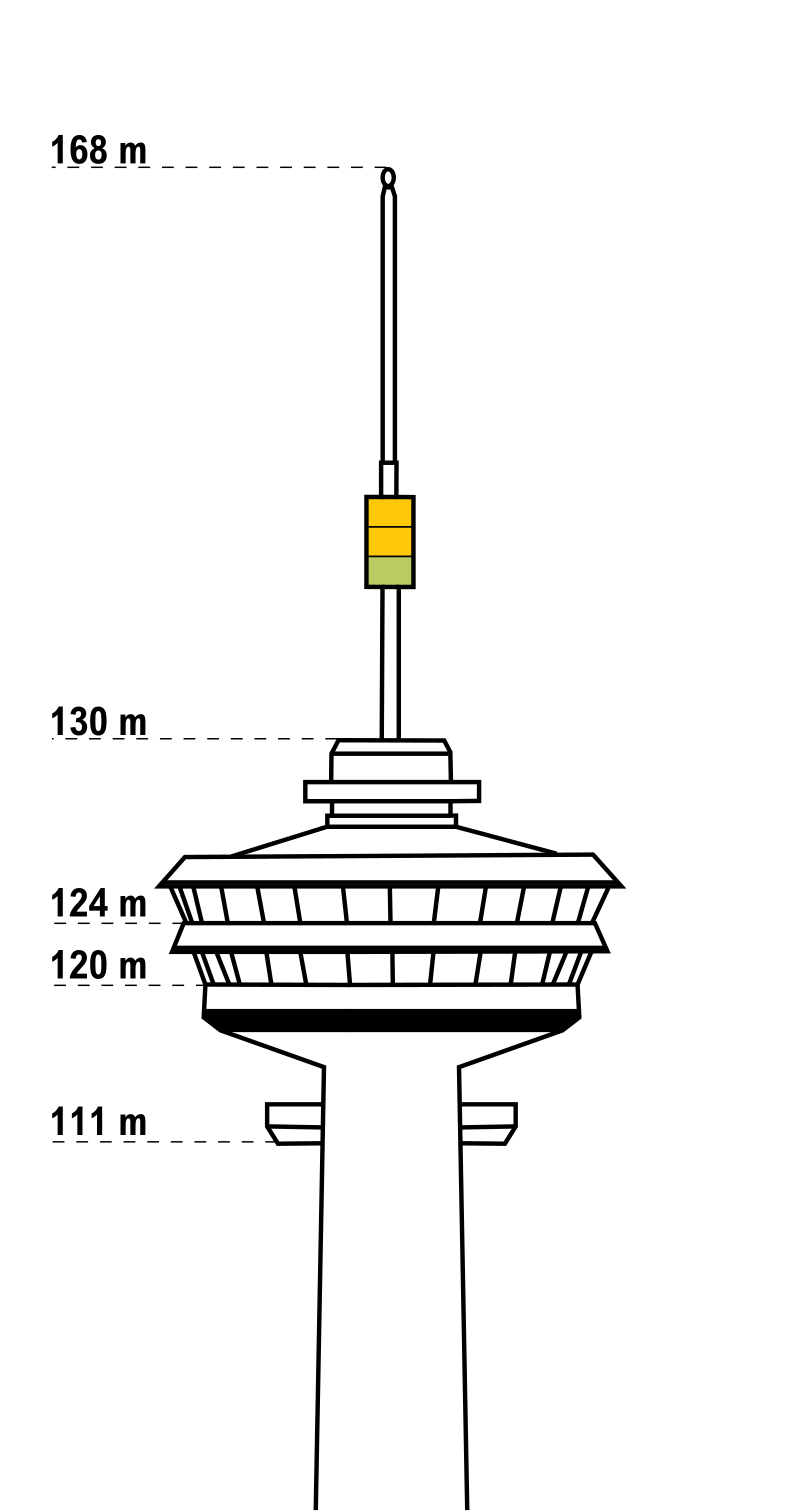
Grafik zum Turmkorb und Spitze

Der Näsinneula besteht aus einem Beton-Turmschaft, der bis zu einer Höhe von 130 Metern ragt. Das benötigte Volumen an Beton betrug 2500 Kubikmeter. Der Turm wird über eine Fußumbauung betreten. Auf 111 Metern führt eine auskragende offene Plattform um den Schaft, die zur Absturzsicherung vollvergittert ist. Die offene Plattform ist derzeit allerdings nicht zugänglich. Darüber erwächst aus dem Schaft ein zweigeschossiger Turmkorb, der sich von unten nach oben leicht verbreitet. Er beherbergt auf 120 Metern eine geschlossene Aussichtsplattform und auf 124 Metern ein Drehrestaurant, das für eine Vollumdrehung 45 Minuten benötigt. Vom Turmfuß bis zur Freiluftebene verläuft im Inneren des Schaftes ein Treppenhaus mit 700 Stufen. Auf dem Dach des Turmkorbs befindet sich für Wartungszwecke ein Hebezeug mit einer Traglast von 5 Tonnen, das sich auf einer Schiene rund um den Antennenträger bewegen kann.
Die Besucher werden über zwei je 15 Personen fassende Aufzüge in 32 Sekunden in den Turmkorb befördert. Die Aufzüge sind mit 6 m/s bis heute die schnellsten öffentlichen Personenaufzüge in Finnland. Die ursprünglichen Aufzüge wurden Ende 1970 von der Aufzugsparte des Industriekonzerns Valmet in Kooperation mit dem Schweizer Unternehmen Schweizerische Wagons- und Aufzügefabrik AG Schlieren-Zürich konstruiert. Das Erscheinungsbild wurde mit dem Turmarchitekten Ilveskoski abgestimmt, der auch die Höhenanzeige für die Aufzugtüren entwarf. Da damals in Finnland die maximal zulässige Geschwindigkeit für Aufzüge 1,5 m/s betrug, musste für den Einbau der deutlich schnelleren Aufzüge im Näsinneula die Aufzugsverordnung geändert werden. Um dies umsetzen zu können, mussten eigene Sicherheitsanforderungen entwickelt und geprüft werden. Zu den erhöhten Sicherheitsmaßnahmen gehören alle 2,5 Meter eine Rettungsluke im Treppenhaus. Außerdem verfügen die Aufzugskabinen über eine Rettungstüre, so dass der Umstieg der Fahrgäste von einer Kabine in die andere möglich ist. Die Besucheraufzüge verfügen über eine Traglast von je 1200 Kilogramm. Ein für das Restaurant benötigter Lastenaufzug kann bis zu 480 Kilogramm oder sechs Personen befördern.

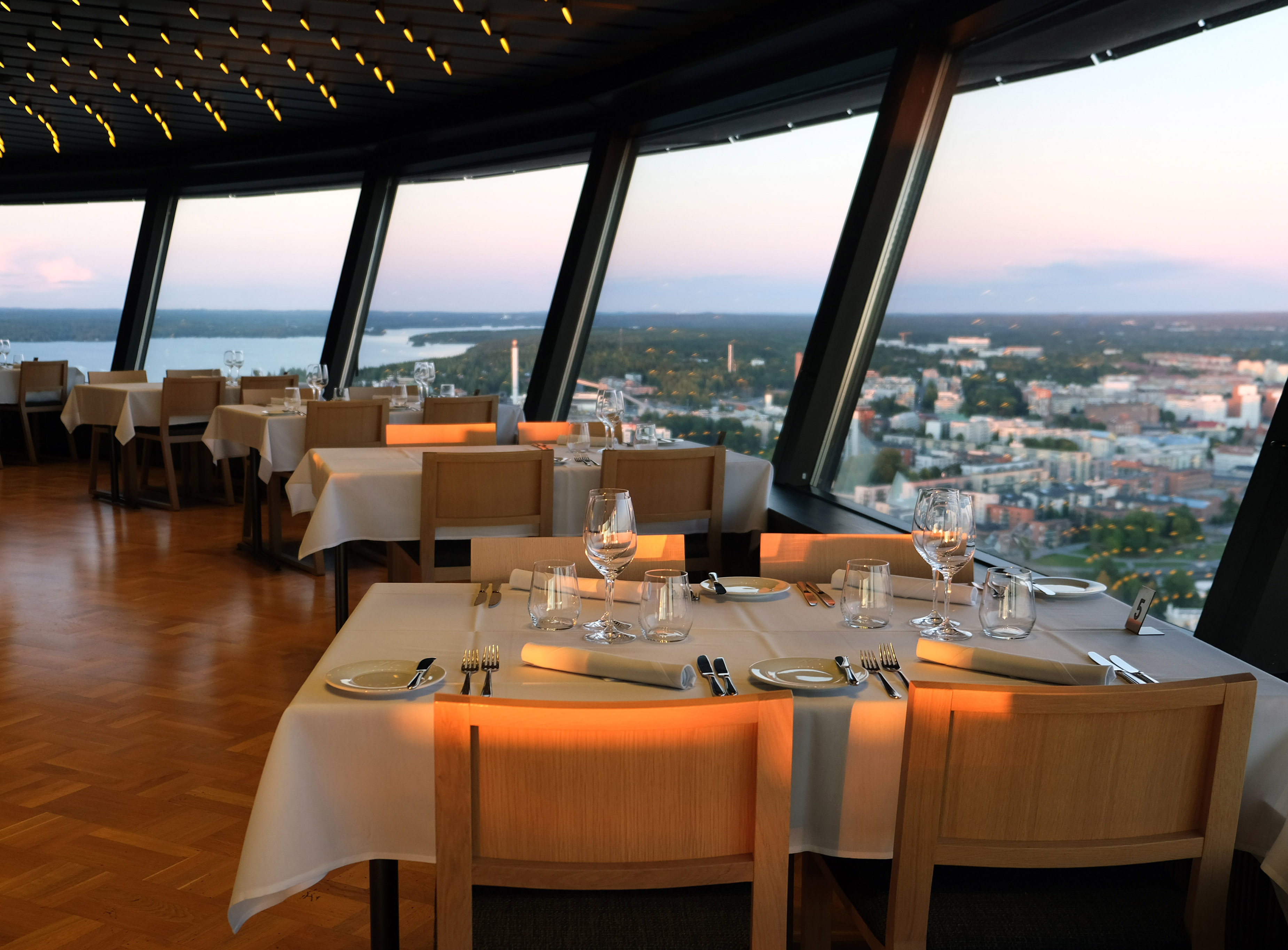
Im Inneren des Drehrestaurants

An der Spitze des Turmes befinden sich drei übereinander angeordnete Leuchten, die eine Wettervorhersage gemäß folgendem Schema anzeigen:
| Leuchten                  |  |  |  | Wettervorhersage     |
| ------------------------- |  |  |  | -------------------- |
| drei gelbe                |  |  |  | klarer Himmel        |
| zwei gelbe und eine grüne |  |  |  | teilweise bewölkt    |
| eine gelbe und zwei grüne |  |  |  | teilweise regnerisch |
| drei grüne                |  |  |  | regnerisch           |

## Rezeption

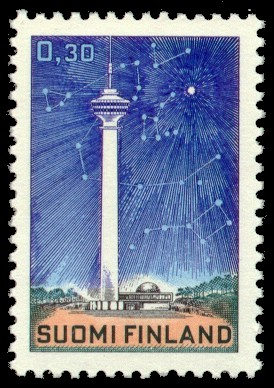
Näsinneula auf der Sondermarke von 1971

Der Näsinneula als das bekannteste Wahrzeichen der südfinnischen Großstadt Tampere galt zu Beginn auch als baulich-technische Sensation für das ganze Land. Der im Turm eingebaute Aufzug ist bis heute der schnellste in ganz Skandinavien. Die finnische Post widmete dem Bauwerk 1971 eine eigene Sonderbriefmarke. Die Briefmarke mit der Michel-Katalog-Nummer 699 erschien am 19. Juni 1971 und wurde vom Designer Pentti Eemil Rahikainen (1928–2021) entworfen und hatte einen Frankaturwert von 30 Penniä. Die Marke zeigt neben dem Näsinneula auch das Planetarium im Basishaus des Turms und einen dunkelblauen Nachthimmel mit mehreren Sternbildern.

## Sendertabelle
Folgende UKW-Hörfunksender werden vom Näsinneula abgestrahlt:
| Frequenz (MHz) | Programm        | RDS PS   | RDS PI | Regionalisierung | ERP (kW) | Polarisation horizontal (H)/vertikal (V) |
| -------------- | --------------- | -------- | ------ | ---------------- | -------- | ---------------------------------------- |
| 88,7           | Helmiradio      | HELMI    | 6282   | Tampere          | 1        | V                                        |
| 89,6           | Basso           | BASSO    | 62AB   | Tampere          | 0,2      | V                                        |
| 91,6           | Radio SuomiPOP  | SUOMIPOP | 6460   | Tampere          | 0,2      | V                                        |
| 92,2           | Radio Classic   | Classic  | 62A1   | Tampere          | 0,2      | V                                        |
| 90,0           | NRJ Energy      | NRJ      | 6340   | Tampere          | 0,2      | V                                        |
| 98,4           | Radio Moreeni   | MOREENI  | 6024   | Tampere          | 0,2      | V                                        |
| 100,9          | Groove FM       | GrooveFM | 6CDE   | Tampere          | 0,2      | V                                        |
| 105,2          | Me Naiset Radio | MeNaiset | 6367   | Tampere          | 0,2      | V                                        |

Fernsehprogramme im Raum Tampere werden vom 325 Meter hohen Sendemast in Teisko abgestrahlt, der rund 30 Kilometer nördlich von Tampere steht. Ein weiterer Fernseh- und Radiosendeturm ist der Hybridturm von Ylöjärvi, westlich Tamperes.